# Centrolene condor
Centrolene condor é uma espécie de anfíbio anuro da família Centrolenidae. Está presente no Equador. Não foi ainda avaliada pela UICN.